# Allodaposuchidae
Allodaposuchidae es una familia extinta de eusuchianos basales que vivieron en el sur de Europa durante el Cretácico superior (Santoniense-Maastrichtiense).

## Sistemática
El género tipo, Allodaposuchus, fue descrito originalmente en 1928 de la Formación Sard, que vivió en el Maastrichtiense, en la Cuenca Hațeg en Transilvania, Rumanía, y fue clasificado como un primo lejano de Leidyosuchus. Fue posteriormente clasificado como un eusuchiano fuera de Crocodylia en un artículo de 2001, y los estudios posteriores encontraron una serie de especies europeas de eusuchianos (Arenysuchus, Ischyrochampsa, Massaliasuchus, Musturzabalsuchus) que fueron añadidas al grupo con Allodaposuchus, iniciando la creación de la familia Allodaposuchidae para acomodar a Allodaposuchus y todos los eusuchianos europeos estrechamente relacionados con él.